# Филарет (митрополит Нижегородский)
Филаре́т (в схиме Феодо́сий; начало XVII века — 29 сентября 1694) — епископ Русской православной церкви, митрополит Нижегородский и Алатырский.

## Биография
Родился в начале XVII столетия в пределах нижегородских. Получил домашнее образование и после сам совершенствовался в науках.
В молодых годах удалился в Макариев Желтоводский монастырь Нижегородской епархии и там принял монашество.
В 1650-х годах был игуменом в Вологодском Спасо-Прилуцком монастыре.
В 1658 году возведён в сан архимандрита Нижегородского Печерского монастыря.
В ноябре 1659 года перемещён во Владимирский Рождественский монастырь.
Здесь архимандрит Филарет сделался известен греческим Патриархам Александрийскому Паисию и Антиохийскому Макарию, бывшим на тот момент во Владимире, а через них и самому царю Алексею Михайловичу.
24 марта 1672 года Московский собор определил, по случаю умножения старообрядцев, открыть Нижегородскую епархию. Для управления новооткрытой епархией нужен был муж опытный и благонадежный. Выбор пал на архимандрита Филарета. На Соборе 1672 года он был избран единогласно и назначен митрополитом Нижегородским и Алатырским. Для рукоположения Филарет из Владимирского Рождественского монастыря вызван был в Москву.
2 июня 1672 года хиротонисан во епископа Нижегородского и Алатырского с возведением в сан митрополита.
Вновь учреждённая епархия требовала от митрополита больших забот. Его стараниями устроено много церквей, но распространение старообрядчества Митрополит Филарет остановить не мог как по недостатку образованного духовенства, так и по причине частых отлучек в Москву по вопросам благоустройства своей епархии, а также для присутствия при торжественных собраниях и церемониях.
Участвовал и подписал решения Великого собора 1678 года, деканонизовавшего Анну Кашинскую.
В январе 1682 года подписал грамоту об отмене местничества.
В конце 1685 года митрополит Филарет, достигший глубокой старости, в немощах и болезнях, отбыл из Нижнего Новгорода в Макариев Желтоводский монастырь для поправления своего здоровья. Из этой обители больной Филарет уведомлял патриарха Иоакима о том, что пребывает в Желтоводском монастыре. Не надеясь на измождённые свои силы, митрополит просил, чтобы ему по причине болезни позволено было освободиться «от священноцерковнослужения и всякаго архиерейского управления, а быть по обещанию в Макарьевском монастыре». Патриарх Иоаким в ответе своём 11 января 1686 года согласился с желанием митрополита, но просил, если возможно, продолжить управление вверенной ему епархией.
7 марта 1686 года уволен от управления епархией, согласно прошению.
Незадолго перед смертью принял схиму с именем Феодосий.
Феодосий скончался 29 сентября 1694 года и был погребён 4 октября в Нижегородском кафедральном соборе.